# Європейський офіс Північної Швеції
Європейський офіс Північної Швеції — це спільне регіональне представництво Європейського Союзу для шведських графств Норрботтен і Вестерботтен, двох найпівнічніших округів Швеції.
Основна мета офісу – сприяти і заохочувати Північну Швецію стати активним і компетентним регіоном на європейському рівні.
Організаціями-засновниками є муніципалітети, окружні ради, адміністративні ради округів, Федерація приватних підприємств і торгові палати в Норрботтені та Вестерботтені, а також Технологічний університет Лулео та Умео.
Європейський офіс Північної Швеції має офіс у Брюсселі, а також офіс у кожному окрузі, розташованому в Умео та Лулео.